# V.E. Schwab

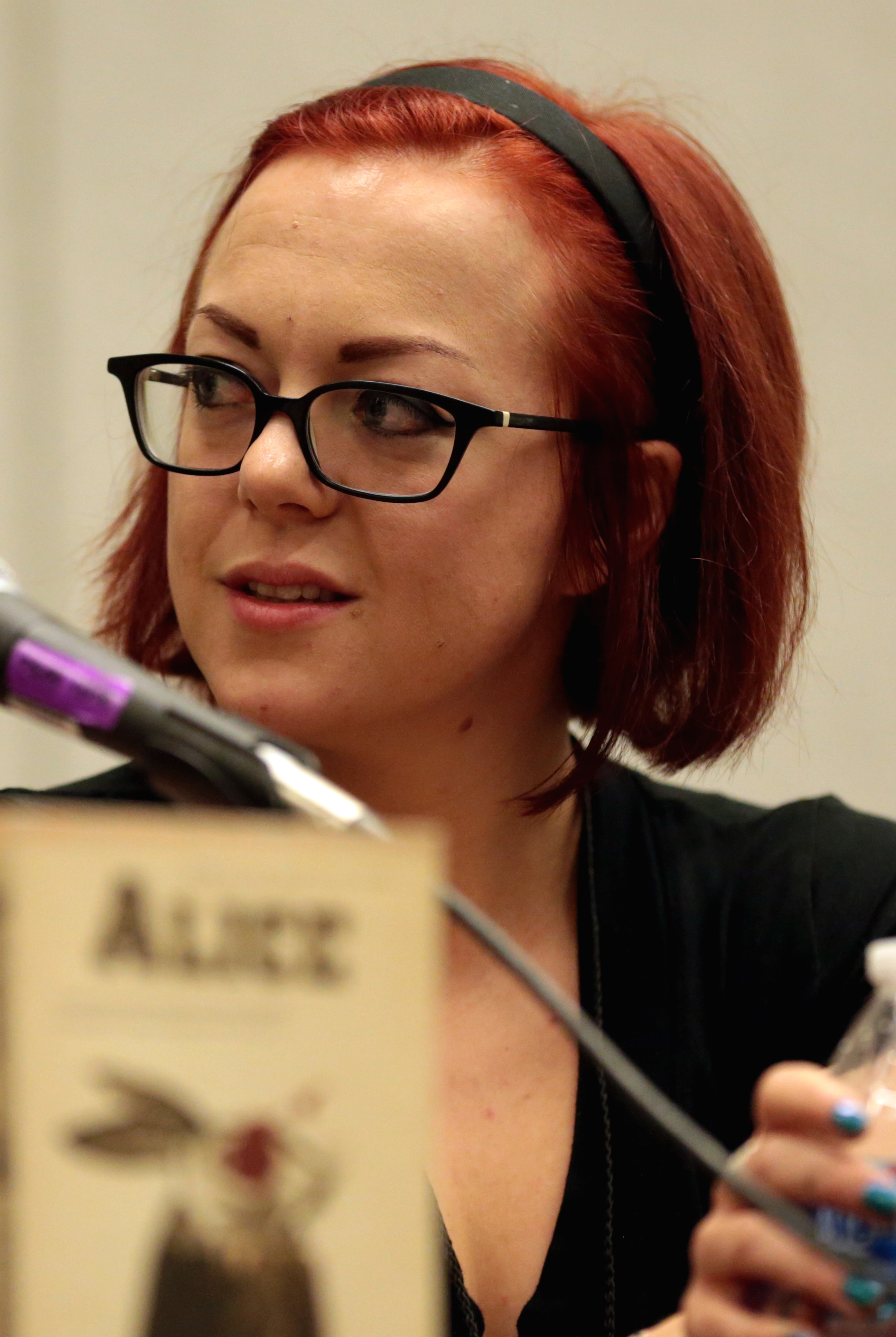
V.E. Schwab podczas spotkania z fanami na Comiconie w Phoenix w 2017 roku.

Victoria (V.E.) Schwab (ur. 7 lipca 1987) – amerykańska autorka powieści fantasy, najbardziej znana z wydanej także w Polsce serii Odcienie magii.

## Twórczość

### Pod nazwiskiem Victoria Schwab
- Wiedźma z Bliska [wyd. We need YA, 2023] (oryg. The Near Witch, 2011)
- Spirit Animals. Upadek Bestii. Tom 2: Spalona ziemia. [wyd. Wilga, 2017] (oryg. Spirit Animals: Fall of the Beasts Book 2: Broken Ground, 2015)

#### CyklArchiwum
- Mroczna Krypta [wyd. We need YA, 2022] (zawiera dwa tomy: Uśpieni (oryg. The Archived, 2013) oraz Przebudzeni (oryg. The Unbound, 2014))

Cykl Cassidy Blake
- Miasto duchów [wyd. Zygzaki, 2021] (oryg. City of Ghosts, 2018)
- Korytarz kości [wyd. Zygzaki, 2022] (oryg. Tunnel of Bones, 2019)
- Most dusz [wyd. Zygzaki, 2022] (oryg. Bridge of Souls, 2021)

#### CyklŚwiat Verity
- Okrutna pieśń [wyd. Czwarta Strona, 2018] (oryg. This Savage Song, 2016)
- Mroczny Duet [wyd. Czwarta Strona, 2018] (oryg. Our Dark Duet, 2017)

#### (ang.) CyklEveryday Angel
- (ang.) Everyday Angel #1: New Beginnings (2014)
- (ang.) Everyday Angel #2: Second Chances (2014)
- (ang.) Everyday Angel #3: Last Wishes (2014)

### Pod pseudonimem V. E. Schwab
- Gallant [wyd. We need YA, 2022] (oryg. Gallant, 2022)
- Niewidzialne życie Addie LaRue [wyd. We need YA, 2021] (oryg. The Invisible Life of Addie LaRue, 2020)

(ang.) Cykl Threads of Power
- (ang.) The Fragile Threads of Power (2023)

#### CyklVicious
- Vicious: Nikczemni [wyd. We need YA, 2019] (oryg. Vicious, 2013)
- Vengeful. Mściwi [wyd. We need YA, 2020] (oryg. Vengeful, 2018)

#### CyklOdcienie magii
- Mroczniejszy odcień magii [wyd. Zysk i S-ka, 2016] (oryg. A Darker Shade of Magic, 2015)
- Zgromadzenie cieni [wyd. Zysk i S-ka, 2017] (oryg. A Gathering of Shadows, 2016)
- Wyczarowanie światła [wyd. Zysk i S-ka, 2018] (oryg. A Conjuring of Light, 2017)